# 貝吹坊
貝吹坊（かいふきぼう）は、備前国（現・岡山県）和気郡に伝わる妖怪。熊山城跡の堀の水中に棲んでいたとされ、ホラガイを吹く音のような「ボー、ボー」という声をあげる。姿を見せずに音のみを出す妖怪とされる。

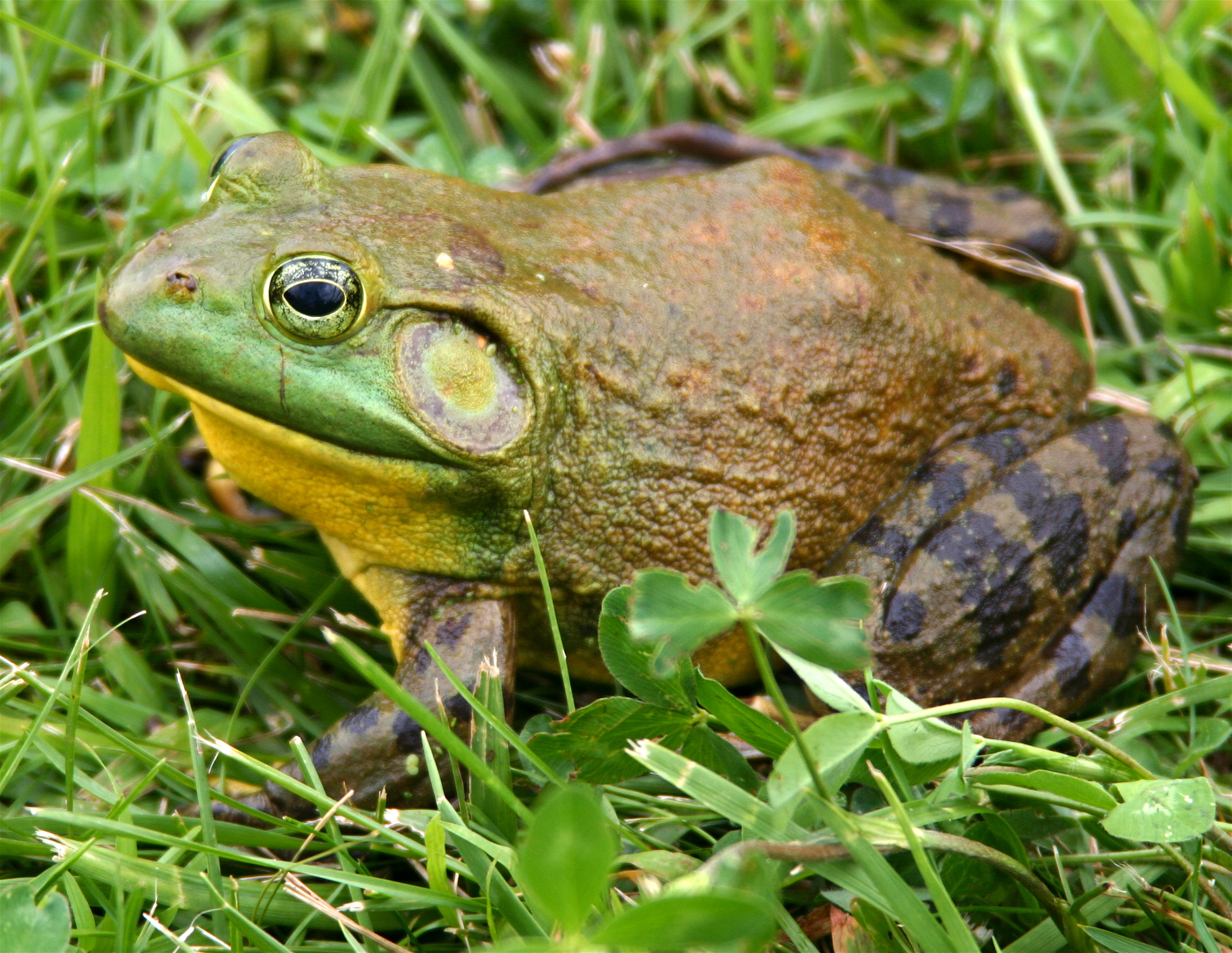
ウシガエル

水木しげるの著書によれば、かつて味地義兵衛という者が、唐津城の壕に妖怪がいると聞いて調べに赴いたところ、壕から青い目を光らせた妖怪が現れたことがあり、この妖怪が貝吹坊の一種であろうと述べられている。このことから平成以降の妖怪関連の文献では、貝吹坊は青い目を持つ妖怪と解説されていることもあるが、唐津城の妖怪譚は天保時代の随筆『思斉漫録』にあるもので、原典に貝吹坊の名はない。
また水木はかつて、池で食用ガエルの鳴く音に驚いた経験があることから、食用ガエル（ウシガエル）が正体だったとも見られている。